# Mount & Blade
Mount & Blade je středověká singleplayerová sandboxová akční RPG hra pro platformu Microsoft Windows, vytvořená tureckým nezávislým studiem TaleWorlds a vydaná švédskou společností Paradox Interactive. Její krabicová verze vyšla v Severní Americe 16. září 2008 a o tři dny později v Evropě. Hra vznikla jako nezávislý projekt Armağana Yavuze, zakladatele TaleWorlds, a jeho manželky Ípek Yavuz. Hra byla dostupná od roku 2005 ve veřejné testovací beta verzi na stránkách TaleWorlds. Hra je dostupná na digitální distribuci Steam od 3. září 2008. V České republice hra vyšla pod taktovkou společnosti CD Projekt 20. listopadu 2008 v české verzi.
Mount & Blade je akčně orientovaná RPG hra s propracovaným systémem boje na koni. Na rozdíl od většiny her tohoto žánru zde nenajdeme žádné fantasy prvky. Hráč není omezován žádným příběhem, namísto toho je posazen do fiktivní středověké země zvané Calradia, kde se buď může přidat do některé z šesti válčících frakcí, bojovat sám za sebe nebo se může ujmout role nezávislého obchodníka.
Mount & Blade bylo hráči přijato v celku pozitivně. Recenzenti chválili inovativní bojový systém, komplexní systém zkušeností postavy a obrovskou modařskou komunitu. Kritizovány byly naopak opakující se úkoly, dialogy a prostředí, ovšem také nízká úroveň grafického zpracování.
Frakce v této hře se nazývají:
Království Swádů, které vede Král Harlaus (hlavní město Praven)
(Inspirované Svatou Říší Římskou)
Nordické království, které vede Král Ragnar (hlavní město Sargoth)
(Inspirované Zeměmi vikingů)
Rhodocké království, které vede Král Graveth (hlavní město Jelkala)
(Inspirované Anglickým Královstvím)
Kherghitský chanát, který vede Chán Sandžar (hlavní město Tulga)
(Inspirovaný Zlatou Hordou)
Království Vaegirů, které vede Král Jaroslav (hlavní město Rejvadin)
(Inspirované Kyjevskou Rusí)
Sarranidský sultanát, který vede Sultán Hakim (hlavní město Šaríz)
(Inspirováno Abbasidským sultanátem)